# Bjuv (Gemeinde)
Koordinaten: 56° 5′ N, 12° 55′ O

Bjuvs kommun ist eine Gemeinde (schwedisch kommun) in der südschwedischen Provinz Skåne län und der historischen Provinz Schonen. Der Hauptort der Gemeinde ist Bjuv.
Im Hauptort Bjuv wurde das Lebensmittelunternehmen Findus, Kürzel für schwedisch Fruktindustri (dt. Obstindustrie), gegründet.

## Orte
Folgende Orte sind Ortschaften (tätorter):
- Billesholm
- Bjuv
- Ekeby
- Gunnarstorp
- Södra Vrams fälad